# Andrew Archibald Macdonald
Andrew Archibald Macdonald (ur. 14 lutego 1829, zm. 21 marca 1912) – kanadyjski polityk II poł. XIX w., związany z Wyspą Księcia Edwarda. Był najmłodszym uczestnikiem konferencji w Charlottetown i w Quebecu. Zaliczany jest do grona Ojców Konfederacji, choć był jej krytykiem.
Rodzina Macdonalda wyemigrowała ze Szkocji w 1908 do Ameryki Północnej. Andrew po ukończeniu szkoły średniej został kupcem i armatorem morskim.
Macdonald został wybrany deputowanym do wyspiarskiego zgromadzenia legislacyjnego w 1853 z ramienia Partii Liberalnej, a od 1863 był członkiem gabinetu rządowego. Będąc delegatem na obie konferencje krytykował plany konfederacyjne, w szczególności niedoreprezentowanie, jak uważał, morskich prowincji w Parlamencie Kanady. Jego zapiski sporządzone w czasie konferencji i opublikowane w 1920 są cennym materiałem źródłowym dla współczesnych historyków.
Po przystąpieniu Wyspy Księcia Edwarda do Konfederacji Macdonald został pierwszym gubernatorem porucznikiem prowincji Wyspy Księcia Edwarda. Od 1891 do swej śmierci był członkiem Senatu.